# Proutia bogutica
Proutia bogutica is een vlinder uit de familie zakjesdragers (Psychidae). De wetenschappelijke naam van deze soort is voor het eerst geldig gepubliceerd als Psyche bogutica in 2000 door Victor Pavlovich Solyanikov. De combinatie in het geslacht Proutia werd in 2006 gemaakt door Weidlich.

## Type
- holotype: "male. genitalia slide no N 6005"
- instituut: ZMUM, Moskou, Rusland
- typelocatie: "Kazakhstan, Kok-Pek"